# Bodo’s Power Systems
Bodo's Power Systems ist eine englischsprachige Fachzeitschrift, die sich ausschließlich auf Leistungselektronik spezialisiert hat. Die Zeitschrift erscheint monatlich, Erscheinungsort ist Laboe in Schleswig-Holstein Chefredakteur ist Holger Moscheik. 

## Übersicht
Bodo's Power Systems bietet einen generellen Zugang zum Leistungselektronikwissen, Industrieneuigkeiten und firmenspezifischen Lösungen für Leistungselektronikapplikationen an. Die Artikel werden als Eingaben durch Industrieexperten geschrieben.

## Abonnement
Bodo's Power Systems finanziert sich durch Werbung und wird registrierten Lesern kostenlos monatlich zugestellt. Zudem können registriere Lesern auf der Webseite auf ein Archiv von allen alten Ausgaben zugreifen.